# Gostinyj Dwor (stacja metra)
Gostinyj Dwor (ros. Гости́ный двор) – trzecia stacja linii Newsko-Wasileostrowskiej, znajdującego się w Petersburgu systemu metra.

## Charakterystyka
Stacja Gostinyj Dwor została oficjalnie oddana do użytku 3 listopada 1967 roku, a zastosowany został na niej system automatycznie rozsuwanych drzwi peronowych. Autorami projektu architektonicznego obecnej postaci stacji są: S. G. Majofis (С. Г. Майофис), E. S. Bielat (Э. С. Белят), W. E. Szewielenko (В. Э. Шевеленко), A. K. Andriejew (А. К. Андреев), J. J. Moskalenko (Я. Е. Москаленко), a wsparcie inżynieryjne zapewnili: J. A. Skobiennikow (Ю. А. Скобенников) i S. P. Szczukin (С. П. Щукин). Stacja zlokalizowana jest w historycznym centrum Petersburga, umiejscowiono ją przy Newskim Prospekcie i ulicy Sadowej, a jej nazwa pochodzi od Wielkiego Domu Towarowego (Gostinego Dworu) zlokalizowanego bezpośrednio nad stacją. Została ona wzniesiona w czasie rekonstrukcji tego budynku w latach sześćdziesiątych XX wieku. Była to pierwsza stacja w mieście nad Newą w której zainstalowany został rząd czterech ruchomych schodów. Ściany stacji dekorowane są marmurem oraz witrażami, a zdobienia nawiązują do rewolucyjnego wrzenia w Piotrogrodzie pomiędzy rewolucją lutową a październikową. Sklepienie jest koliste o białej barwie, a posadzki wyłożone są szarym granitem. Ściany na stacji są częściowo zasłonięte panelami reklamowymi. Drzwi są czarne, dekoracje wykonane z aluminium.
Gostinyj Dwor znajduje się na głębokości 56 metrów. Od 18 sierpnia 2008 do 31 sierpnia 2009 stacja była zamknięcia. W tym czasie wymieniono przestarzałe elementy oraz zabezpieczono ją przed podtopieniami. Jeden z podziemnych korytarzy łączy ją ze stacją Niewskij prospiekt, co umożliwia przesiadkę na linię Moskiewsko-Piotrogrodzką. Ruch pociągów odbywa się tutaj od godziny 5:36 do godziny 0:28 i w tym czasie jest ona dostępna dla pasażerów.